# Matroska
Matroska (rusky Матрёшка, česky Matroška) je moderní otevřený svobodný formát multimediálního kontejneru, který umožňuje pojmout většinu moderních video a audio formátů. Dokáže též pojmout několik různých audio stop včetně prostorového zvuku. Matroska je vyvíjena od 6. prosince 2002, zdrojový kód knihoven vývojového týmu Matrosky je vydán pod licencí GNU LGPL a BSD. Matrosku již podporuje mnoho softwarových přehrávačů a výrobci elektroniky začínají reagovat na vzrůstající poptávku po zařízeních, která by dokázala tento kontejner podporovat. Mezi výrobce, kteří již podporují v některých zařízeních tento kontejner, patří LG, HTC, nebo Samsung.

## Název
Matrjoška je v ruštině výraz pro tradiční vícevrstvou panenku vyráběnou již od roku 1890. Matroska je zjednodušený anglický přepis, obvyklý anglický přepis je matryoshka, ten se ale pro kontejner neužívá.

## Obsah
Do kontejneru lze vložit video v nejběžnějších formátech, např. MPEG-4 ASP nebo MPEG-4 AVC. Jako audio se běžně vyskytuje komprese MPEG-4 AAC nebo patenty nezatížený formát Vorbis. Nezřídka se lze setkat s vícekanálovou kompresí AC3 (Dolby Digital) a DTS. Podporováno je mnoho audio i videoformátů. Do kontejneru lze také vkládat titulky, menu a další.

## Přípony souborů
- .mkv – Nejvíce se Matroska vyskytuje právě s touto příponou. Označuje video, obvykle i audio a případně titulky v kontejneru.
- .mka – Označuje pouze audio v kontejneru.
- .mk3d – Značí možnost přehrávat video ve 3D.
- .mks – Nepříliš používaná, nicméně existující. Značí samostatné titulky v kontejneru.

## Využití
Matroska se prvořadě používá v nekomerční sféře při archivaci videa. Při nástupu videa ve vysokém rozlišení se Matroska stala standardem pro (ilegální) šíření tzv. HD ripů (kopií Blu-ray nebo HD DVD disků s velikostí několikanásobně menší než originální disk) a TV ripů v rozlišení HDTV. Právě zde se s ní lze setkat nejčastěji.

## Softwarová podpora
Seznam software, který Matrosku podporuje.
- Azureus Vuze Media Player
- BS.Player
- The Core Media Player
- CorePlayer Mobile
- The Core Pocket Media Player
- FFmpeg
- GOM Player
- GStreamer
- HandBrake
- jetAudio
- The KMPlayer
- Media Player Classic
- MPlayer
- Splash PRO
- Totem Movie Player
- VLC media player
- VSO Software
- Xbox Media Center
- xine
- Zoom Player
- SMPlayer
- přehrávač windows: Filmy a Tv pořady